# Tipula galiciensis
Tipula galiciensis är en tvåvingeart som beskrevs av Theowald 1978. Tipula galiciensis ingår i släktet Tipula och familjen storharkrankar. Inga underarter finns listade i Catalogue of Life.